# Miguel Hilarión Eslava

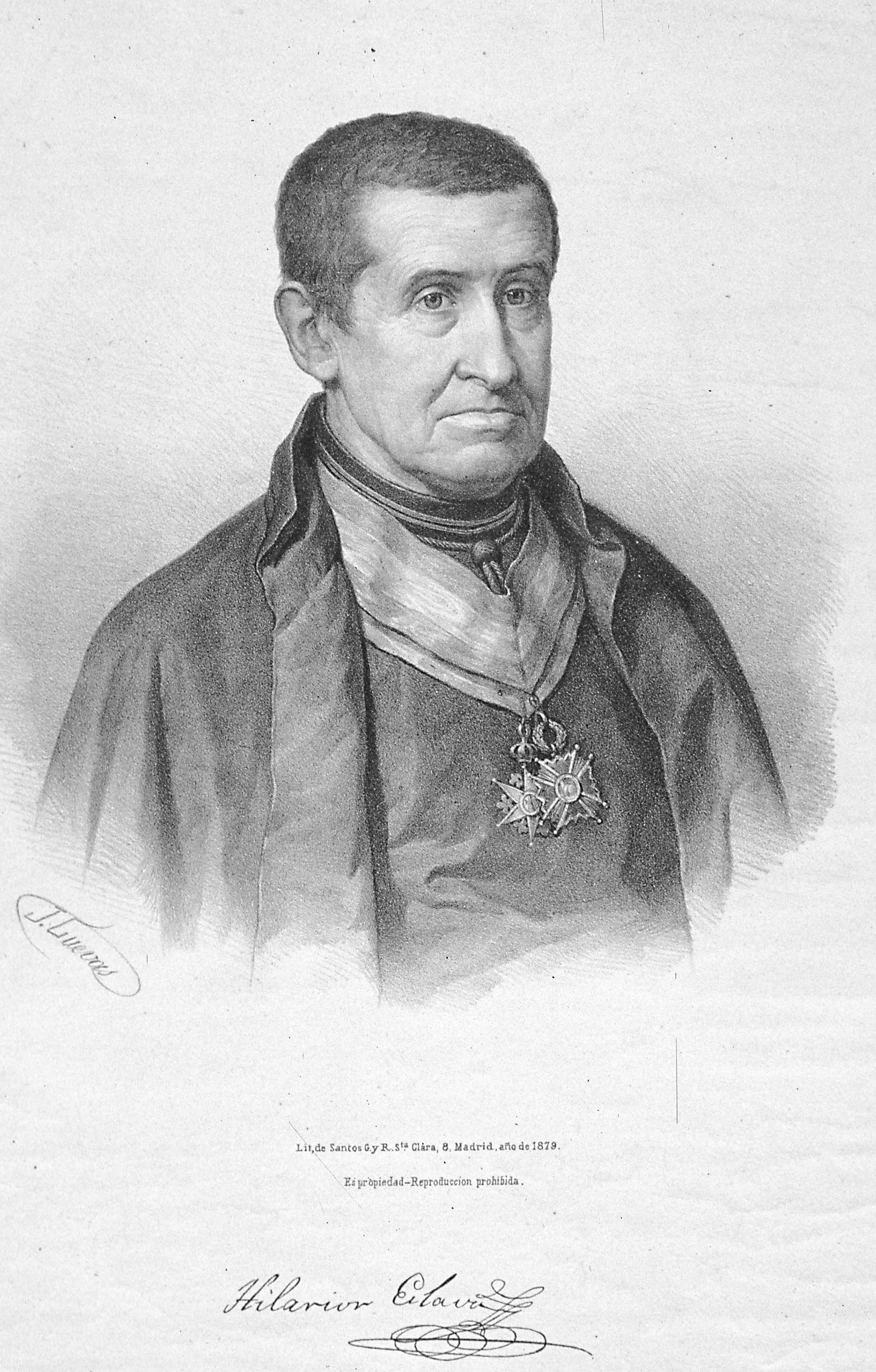
Miguel Hilarión Eslava.

Miguel Hilarión Eslava Elizondo, född den 21 oktober 1807 i Burlada i Navarra, död den 23 juli 1878 i Madrid, var en spansk komponist och musikförfattare.
Eslava beklädde olika musikaliska poster. Han var under några år kapellmästare vid Metropolitankyrkan i Sevilla och blev 1844 hovkapellmästare hos drottning Isabella. Eslava, som var en av de mest framstående spanska musikerna under 1800-talet, komponerade talrika kyrkliga verk och några operor, som dock är okända utanför hans hemland. Han utgav därjämte, utöver olika pedagogiska och teoretiska arbeten, de värdefulla samlingarna Museo organico español och särskilt Lira sacro-hispana (5 band), innehållande spansk kyrkomusik från 1500-1800-talen.